# 1984
 Тази статия е за годината.  За романа на Джордж Оруел вижте 1984 (книга).

## Събития
- 1 януари – Бруней става напълно независима държава.
- 10 януари – САЩ осъществява дипломатически отношения с Ватикана.
- 10 януари – Пътническия самолет „Туполев Ту-134“ на авиокомпания „Балкан“ катастрофира край с. Кривина, област София. Загиват 50 души.
- 24 януари – Първият „Епъл Макинтош“ излиза на пазара.
- 8 май – Съветският съюз обявява, че ще бойкотира олимпийските игри в Лос Анджелис.
- 27 юни – Футболният отбор на Франция побеждава Испания с 2:1 на финала на европейското първенство по футбол през 1984 г. и спечелва европейската купа.
- 4 август – Африканската държава Горна Волта сменя името си на Буркина Фасо.
- 7 септември – По случай 40-годишнината на социалистическата революция в България, в резиденция „Лозенец“ са наградени с орден „13 века България“ цялото партийно и държавно ръководство на социалистическа България.
- 11 октомври – Самолетът при полет 3352 на „Аерофлот“ се блъска в превозни средства за поддръжка при кацане в Омск, Русия и убива 178 души в най-смъртоносния авиационен инцидент на руска територия.
- 23 декември – След като претърпява пожар в двигателя, самолетът при полет 3519 на „Аерофлот“ се опитва да направи аварийно кацане на летището в Красноярск, но се разбива и убива 110 от 111-те души на борда.

## Родени
- 3 януари – Бошко Янкович, сръбски футболист
- 4 януари – Франсиско Мартос, испански футболист
- 11 януари – Данаил Митев, български футболист
- 13 януари – Тодор Паланков, български футболист
- 18 януари – Чо Сюн Ху, масов убиец
- 20 януари – Емил Урумов, български футболист
- 23 януари – Владимир Левин, азербайджански футболист
- 25 януари 
  - Робиньо, бразилски футболист
  - Щефан Кислинг, германски футболист
- 31 януари – Малика Аян, италианска певица
- 3 февруари – Данаил Милушев, български волейболист
- 5 февруари – Карлос Тевес, аржентински футболист
- 7 февруари – Еньо Кръстовчев, български футболист
- 8 февруари – Цветан Генков, български футболист
- 26 февруари – Берен Саат, турска актриса
- 7 март – Надежда Карастоянова, българска археоложка, специализирала в археозоологията, планински водач
- 8 март – Дьорд Гарич, австрийски футболист
- 13 март – Васил Бележков, български композитор и китарист
- 16 март – Владимир Арабаджиев, автомобилен състезател
- 20 март – Фернандо Торес, испански футболист
- 21 март – Василий Гончаров, руски музикант
- 24 март – Бум Пак, южнокорейска певица (2NE1)
- 29 март 
  - Хуан Монако, аржентински тенисист
  - Чавдар Янков, български футболист
  - Роман Кинаст, австрийски футболист
- 31 март – Елен Колева, българска актриса
- 17 април – Рафаеле Паладино, италиански футболист
- 10 май – Аслъ Енвер, турска актриса
- 14 май
  - Михаел Ренсинг, германски футболист
  - Марк Зукърбърг, създател на Facebook и американски програмист
- 17 май – Пасинджър, английски музикант, певец и текстописец
- 18 май – Ивет Лалова, българска лекоатлетка
- 20 май – Калин Щърков, български футболист
- 31 май – Светослав Дяков, български футболист
- 8 юни – Хавиер Масчерано, аржентински футболист, дефанзивен халф
- 9 юни – Уесли Снейдер, нидерландски футболист
- 18 юни – Ричард Еромоигбе, нигерийски футболист
- 22 юни – Янко Типсаревич, сръбски тенисист
- 26 юни – Преслава, българска поп-фолк певица
- 28 юни – Рамазан Йозджан, австрийски футболист
- 5 юли – Даней Гарсия, кубинска актриса
- 8 юли – Алексис Дазийна, американска киноактриса
- 15 юли – Живко Миланов, български футболист
- 18 юли – Георги Какалов, български футболист
- 30 юли – Димана, българска попфолк певица
- 2 август – Елена, българска попфолк певица
- 4 август – Карлос Веласкес, пуерторикански боксьор
- 13 август – Нико Кранчар, хърватски футболист
- 14 август – Джорджо Киелини, италиански футболист
- 15 август – Салих Бадемджи, турски актьор
- 7 септември – Герасим Заков, български футболист
- 8 септември 
  - Тиаго Трейшел, бразилски футболист
  - Юрген Зоймел, австрийски футболист
- 11 септември – Юсуф Акгюн, турски актьор
- 15 септември – Хенри Уелс, принц на Уелс
- 17 септември – Ажда Чаушева, българска певица и поетеса
- 20 септември – Бриан Жубер, френски състезател по фигурно пързаляне
- 23 септември – Матей Казийски, български волейболист
- 27 септември – Аврил Лавин, канадска певица
- 28 септември – Мелъди Торнтън, американска поп певица и танцьорка
- 30 септември – Илиян Трифонов, български футболист
- 3 октомври – Ашли Симпсън, американска певица и актриса
- 4 октомври
  - Ивайло Захариев, български актьор
  - Лена Катина, руска поп певица
- 5 октомври – Мартин Димов, български футболист
- 6 октомври – Пелин Карахан, турска актриса
- 7 октомври – Филип Воденичаров, български футболист
- 16 октомври – Шейн Уорд, английски певец
- 23 октомври – Изабел Гулар, бразилски модел
- 12 ноември – Сандара Пак, южнокорейска певица
- 14 ноември – Мария Шерифович, сръбска певица
- 19 ноември – Димитър Живков, български актьор
- 22 ноември – Скарлет Йохансон, американска актриса
- 23 ноември – Лукас Грейбиъл, американски актьор, певец и музикант
- 26 ноември – Антонио Пуерта, испански футболист
- 30 ноември – Гергана, българска попфолк певица
- 2 декември – Петер Мате, унгарски футболист
- 12 декември – Даниел Агер, датски футболист
- 19 декември – Георги Калайджиев, български футболист
- 22 декември – Басхънтър, шведски певец, продуцент и диджей
- 24 декември – Бурак Йозчивит, турски актьор и модел
- 27 декември – Жил Симó, френски тенисист

## Починали
- Константин Попов, български политик (р. 1912 г.)
- Райна Кацарова, българска фолклористка (р. 1901 г.)
- 1 януари – Здравко Милев, български шахматист (р. 1929 г.)
- 7 януари – Алфред Кастлер, френски учен, лауреат на Нобелова награда за физика през 1966 г. (р. 1902 г.)
- 20 януари – Джони Вайсмюлер, американски плувец, олимпийски шампион (р. 1904 г.)
- 21 януари – Алан Маршал, австралийски писател (р. 1902 г.)
- 5 февруари – Манес Шпербер, австрийски писател (р. 1905 г.)
- 9 февруари – Юрий Андропов, съветски политик (р. 1914 г.)
- 17 февруари – Павел Батицки, съветски маршал (р. 1910 г.)
- 20 февруари – Джузепе Коломбо, италиански учен (р. 1920 г.)
- 21 февруари – Михаил Шолохов, руски писател, лауреат на Нобелова награда за литература през 1965 г. (р. 1905 г.)
- 22 февруари – Уве Йонзон, германски писател (р. 1934 г.)
- 1 март – Джеки Куган, американски актьор (р. 1914 г.)
- 5 март – Уилям Пауъл, американски актьор (р. 1892 г.)
- 1 април – Марвин Гей, американски музикант (р. 1939 г.)
- 4 април – Олег Антонов, съветски авиоконструктор (р. 1906 г.)
- 10 април – Нено Цонзаров, телевизионен режисьор (р. 1942 г.)
- 20 април – Христо Проданов, български алпинист (p. 1943)
- 12 февруари – Хулио Кортасар, аржентински писател (р. 1914 г.)
- 28 април – Силвия Аштън-Уорнър, новозеландска писателка (р. 1908 г.)
- 22 май – Мими Балканска, българска оперна и оперетна певица (р. 1902 г.)
- 6 юни – Джарнел Синг Пиндранвале, индийски (сикхски) религиозен водач (р. 1947 г.)
- 25 юни – Мишел Фуко, френски философ (р. 1926 г.)
- 8 юли – Франц Фюман, германски писател (р. 1922 г.)
- 21 юли – Джей Сарно, американски предприемач (р. 1922 г.)
- 13 август – Тигран Вартанович Петросян, арменски шахматист (р. 1929 г.)
- 25 август – Труман Капоти, американски писател (р. 1924 г.)
- 30 август – Савако Арийоши, японска писателка (р. 1931 г.)
- 4 септември – Панайот Пондалов, български волейболист (р. 1926 г.)
- 14 септември – Рада Балевска, български зоолог (р. 1903 г.)
- 17 септември – Юрий Визбор, съветски актьор (р. 1934 г.)
- 25 септември – Ерих Аренд, германски поет и преводач (р. 1903 г.)
- 21 октомври – Франсоа Трюфо, френски режисьор (р. 1932 г.)
- 31 октомври – Индира Ганди, индийски политик (р. 1917 г.)
- 23 ноември – Арсени Лечев, български музикант (р. 1902 г.)
- 30 ноември – Дико Илиев, български композитор (р. 1898 г.)
- 14 декември – Висенте Алейксандре, испански поет (р. 1898 г.)
- 20 декември – Дмитрий Устинов, съветски маршал (р. 1908 г.)

## Нобелови награди
- Физика – Карло Рубиа, Симон ван дер Мер
- Химия – Робърт Мерифийлд
- Физиология или медицина – Нилс Йерне, Георг Кьолер, Сесар Милстейн
- Литература – Ярослав Сейферт
- Мир – Дезмънд Туту
- Икономика – Ричард Стоун

Вижте също:
- календара за тази година
- книгата на Джордж Оруел „1984“